# Antoine Nassif
Paul Antoine Nassif, né le 21 février 1969 à Beyrouth au Liban, est un prélat de l'Église catholique syriaque. Depuis 2016, il est l'évêque de l'exarchat apostolique du Canada pour les fidèles syro-catholiques.

## Biographie
Paul Antoine Nassif est né le 21 février 1969 à Beyrouth au Liban. Le 26 juillet 1992, il est ordonné prêtre par le patriarche Ignace Antoine II Hayek.
Le 7 janvier 2016, il est nommé exarque apostolique de l'exarchat apostolique du Canada pour les fidèles syro-catholiques et évêque titulaire du diocèse de Serigene (en). Le 23 janvier suivant, il a été consacré évêque avec le patriarche Ignace Joseph III Younan comme principal consécrateur et les évêques Denys Raboula Antoine Beylouni et Yousif Habash comme principaux co-consécrateurs.